# Món ốc sên

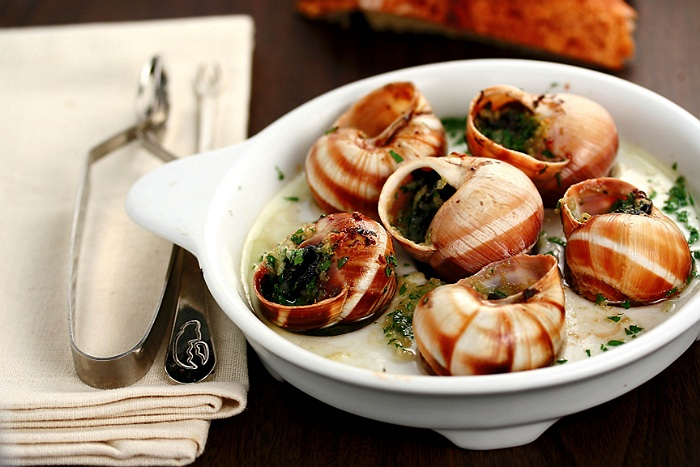
Một món ốc sên kiểu Pháp

Món ốc sên (escargot) là một món ăn xuất xứ từ nước Pháp với nguyên liệu là những con ốc sên. Đây là một trong những món truyền thống làm nên danh tiếng cho sự sáng tạo của ẩm thực Pháp là ốc sên nướng bơ, tỏi, mùi tây. Ở Pháp, ốc sên thường được chế biến thành các món như ốc sên nướng bơ tỏi, mì Ý ốc sên, pizza ốc sên, ốc sên xào, súp ốc sên.

## Lịch sử
Ốc sên là đồ ăn từ thời La Mã cổ đại và dần phổ biển theo thời gian. Sau khi lan truyền đến nước Pháp, chúng trở nên phổ biến. Trong thời cận đại, trong các lâu đài ở Pháp đã có những trang trại ốc sên riêng để phục vụ bàn ăn cho những bữa tiệc quý tộc. Và với độ ưa chuộng đối với ốc sên như ngày nay thì ở Pháp vẫn duy trì nhiều trang trại rộng lớn chỉ chuyên nuôi ốc sên. Các trang trại này chú trọng tạo ra môi trường hoang dã để ốc sên phát triển tự nhiên nhất và chất lượng thịt ngon. 

## Chế biến

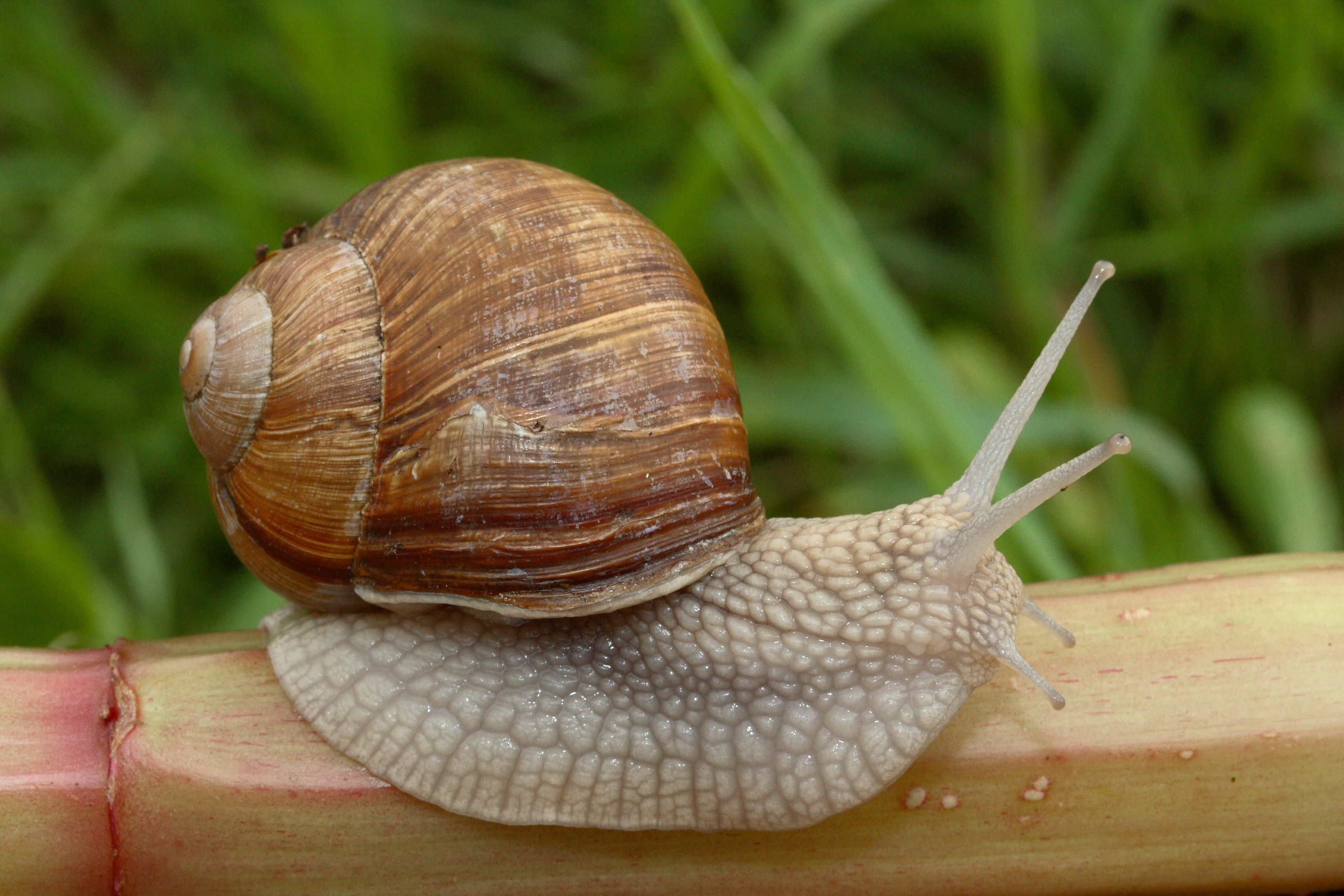
Những con ốc sên dùng để chế biến món ốc sên ở Pháp là loài Helix pomatia

Trước khi nấu, ốc sên được nhồi cho ăn những loại thảo dược đặc biệt để tẩy sạch hệ tiêu hóa của chúng, cũng như khử mùi tanh của ốc rồi sơ chế bằng cách rửa, luộc và nấu. Các công đoạn trên có thể kéo dài tới vài ngày vì ốc sẽ được rửa thật sạch, nhất là phần vỏ vì người Pháp thường để cả vỏ khi bày món ốc sên ra đĩa, ốc sên sau khi được làm sạch, lấy ra khỏi vỏ và nấu chín (thường là nướng và thường được nấu chung với bơ tỏi, gà hoặc rượu vang), sau đó được đặt trở lại vào vỏ kèm với bơ, rau mùi tây, kem bọt tỏi và nước sốt để phục vụ thực khách. Một số thành phần khác có thể được thêm vào món này tùy theo ý thích là hạt tỏi, húng tây, mùi tây. Kẹp gắp ốc đặc biệt (để giữ vỏ) và dĩa ốc cũng thường được đặt sẵn trên khay kim loại. Trên bàn ăn, ốc sên thường được bày 6 - 12 con một đĩa và luôn đi kèm mỗi người một bộ gắp, dĩa lấy ruột ốc cho khách dễ ăn.